# Sipo Bohale
Armando Sipoto Bohale Aqueriaco dit Sipo Bohale est un footballeur international équatoguinéen né le 21 avril 1988 à Alicante. Il évolue au poste de défenseur avec le CD Badajoz.

## Carrière
- 2007-2010 : Alicante CF ( Espagne)
- 2010 : Torellano Illice ( Espagne)
- 2011 ; JE San Vicente ( Espagne)
- 2011-201. : CD Badajoz ( Espagne[1])